# God Medicine
God Medicine: Fantasy Sekai no Tanjou (ゴッドメディスン ファンタジー世界の誕生?) es un videojuego de rol para Game Boy publicado por Konami en 1993, solamente en Japón. El juego fue reeditado en 1998 a través del servicio Nintendo Power, agregando soporte para Super Game Boy, presentando un bestiario de los monstruos encontrados; esta versión se llamaba God Medicine Hukkokuban (ゴッドメディスン復刻版?).